# 2,6-Beta-fruktan 6-levanbiohidrolaza
2,6-beta-fruktan 6-levanbiohidrolaza (EC 3.2.1.64, beta-2,6-fruktan-6-levanbiohidrolaza, 2,6-beta--fruktan 6-levanbiohidrolaza, levanbioza-produkujuća levanaza, 2,6-beta--fruktan 6-beta-D-fruktofuranozilfruktohidrolaza) je enzim sa sistematskim imenom (2->6)-beta--fruktofuranan 6-(beta-D-fruktosil)-D-fruktoza-hidrolaza. Ovaj enzim katalizuje sledeću hemijsku reakciju
hidroliza (2->6)-beta--fruktofuranana, čime se sukcesivno odvajaju disaharidni ostaci kao levanbioza, i.e. 6-(beta-D-fruktofuranozil)-D-fruktoza, sa kraja lanca

## Literatura
- Nicholas C. Price; Lewis Stevens (1999). Fundamentals of Enzymology: The Cell and Molecular Biology of Catalytic Proteins (Third изд.). USA: Oxford University Press. ISBN 019850229X.
- Eric J. Toone (2006). Advances in Enzymology and Related Areas of Molecular Biology, Protein Evolution (Volume 75 изд.). Wiley-Interscience. ISBN 0471205036.
- Branden C; Tooze J. Introduction to Protein Structure. New York, NY: Garland Publishing. ISBN 0-8153-2305-0.
- Irwin H. Segel. Enzyme Kinetics: Behavior and Analysis of Rapid Equilibrium and Steady-State Enzyme Systems (Book 44 изд.). Wiley Classics Library. ISBN 0471303097.
- William P. Jencks (1987). Catalysis in Chemistry and Enzymology. Dover Publications. ISBN 0486654605.

## Spoljašnje veze
- 2,6-beta-fructan+6-levanbiohydrolase на 